# Börsskäret, Närpes
Börsskäret är en ö i Finland. Den ligger i Bottenhavet och i kommunen Närpes i landskapet Österbotten, i den västra delen av landet. Ön ligger omkring 67 kilometer söder om Vasa och omkring 330 kilometer nordväst om Helsingfors.
Öns area är 5,09 kvadratkilometer och dess största längd är 3,9 kilometer i sydöst-nordvästlig riktning.
I ön ingår bland andra de tidigare öarna Hargrynnorna i nordväst, Korsör och Högören i väster och Finnbådan i söder. Börsskäret, Korsör och Högören innesluter nästan helt Korsörsfjärden med Tistronören i mynningen åt söder och Kompassgrynnan norr därom. Ön skiljs från fastlandet endast genom en muddrad kanal, över vilken vägförbindelse finns.
Inlandsklimat råder i trakten. Årsmedeltemperaturen i trakten är 1 °C. Den varmaste månaden är juli, då medeltemperaturen är 16 °C, och den kallaste är februari, med −13 °C.